# Uroš Kojadinović
Uroš Kojadinović, en serbe : Урош Којадиновић, né le 26 septembre 2000 à Subotica, est un handballeur professionnel serbe qui évolue au poste d'ailier droit.

## Carrière

### En club
L'ailier droit de 1,86 m a appris à jouer au handball à l'âge de 13 ans à l'école de handball de Saranović. À l'âge de 16 ans, il rejoint le Spartak Subotica, où il fait également ses débuts dans l'équipe senior. À partir de 2021, Kojadinović a joué pour le RK Partizan Belgrade, avec qui il a participé à plusieurs reprises à la Coupe européenne (C4). Avec le Partizan, il remporte la Coupe de Serbie en 2024.
Pour la saison 2024-2025, il rejoint le première division française et le Fenix Toulouse. Pour la première journée du championnat, il inscrit le plus de but du match avec six buts face à Tremblay. La journée suivant, il remporte le match face à Dunkerque. Pour la troisième journée face à Nantes, il inscrit 5 buts et permet à son équipe de l'emporter 35-29. Lors de la dixième journée, il inscrit le plus de but de la rencontre et permet avec ses huit buts de faire gagner son équipe de 1 point à l'exterieur face à Istres. Avec un total de 45 points, il se classe quatrième à l'amorce de la 27e journée.

### Parcours national
Aux Jeux méditerranéens de 2022, Kojadinović remporte la médaille de bronze avec l'équipe nationale serbe. En décembre 2023, il totalise huit matchs internationaux au cours desquels il a marqué 21 buts.

## Palmarès

### En club
Compétitions nationales
- Championnat de Serbie
  - Deuxième (2) : 2022 et 2023
  - Troisième (1) : 2024
- Coupe de Serbie
  - Vainqueur (1) : 2024

### En équipe nationale
- Troisième des Jeux méditerranéens de 2022